# Могилів-Подільський (пункт контролю)
48°27′18″ пн. ш. 27°48′29″ сх. д. / 48.45500° пн. ш. 27.80806° сх. д.
Могилі́в-Поді́льський — пункт контролю через державний кордон України на кордоні з Молдовою.
Розташований у Вінницькій області, Могилів-Подільський район, в однойменному місті на перетині низки автошляхів E583, М21 та Р36. Із молдавського боку знаходиться пункт контролю «Волчинець» (залізничний) та пункт пропуску «Отач» (автомобільний), Окницький район, на трасі у напрямку Отача.
Вид пункту пропуску — залізничний та автомобільний. Статус пункту пропуску — міжнародний.
Характер перевезень — пасажирський, вантажний.
Окрім радіологічного, митного та прикордонного контролю, пункт контролю «Могилів-Подільський» може здійснювати санітарний, фітосанітарний, ветеринарний та екологічний контроль.
Пункт пропуску «Могилів-Подільський» входить до складу митного посту «Могилів-Подільський» Вінницької митниці. Код пункту контролю — 40106 03 00 (12) (залізниця) та 40106 02 00 (11) (автотранспорт).

## Галерея

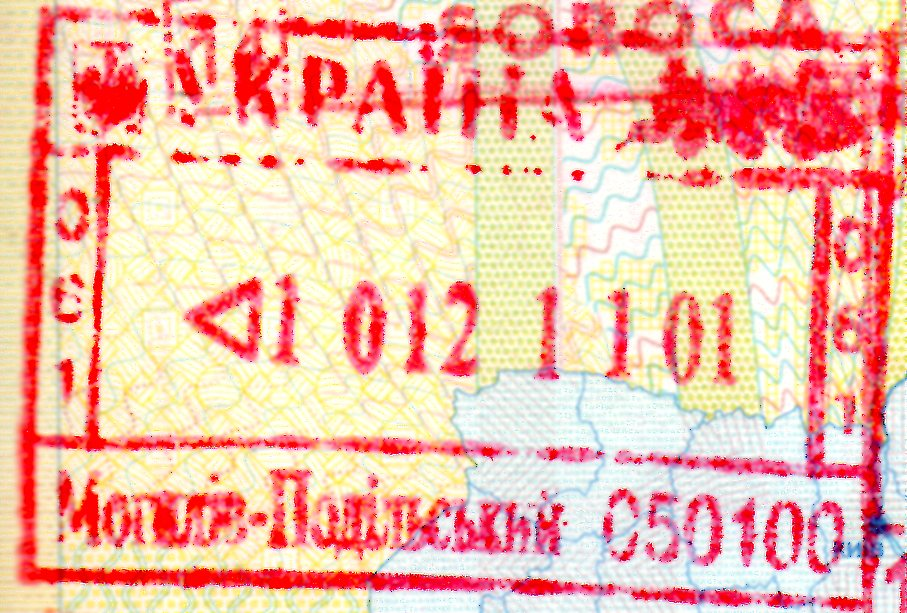
Штамп залізничного пункту пропуску "Могилів-Подільський"
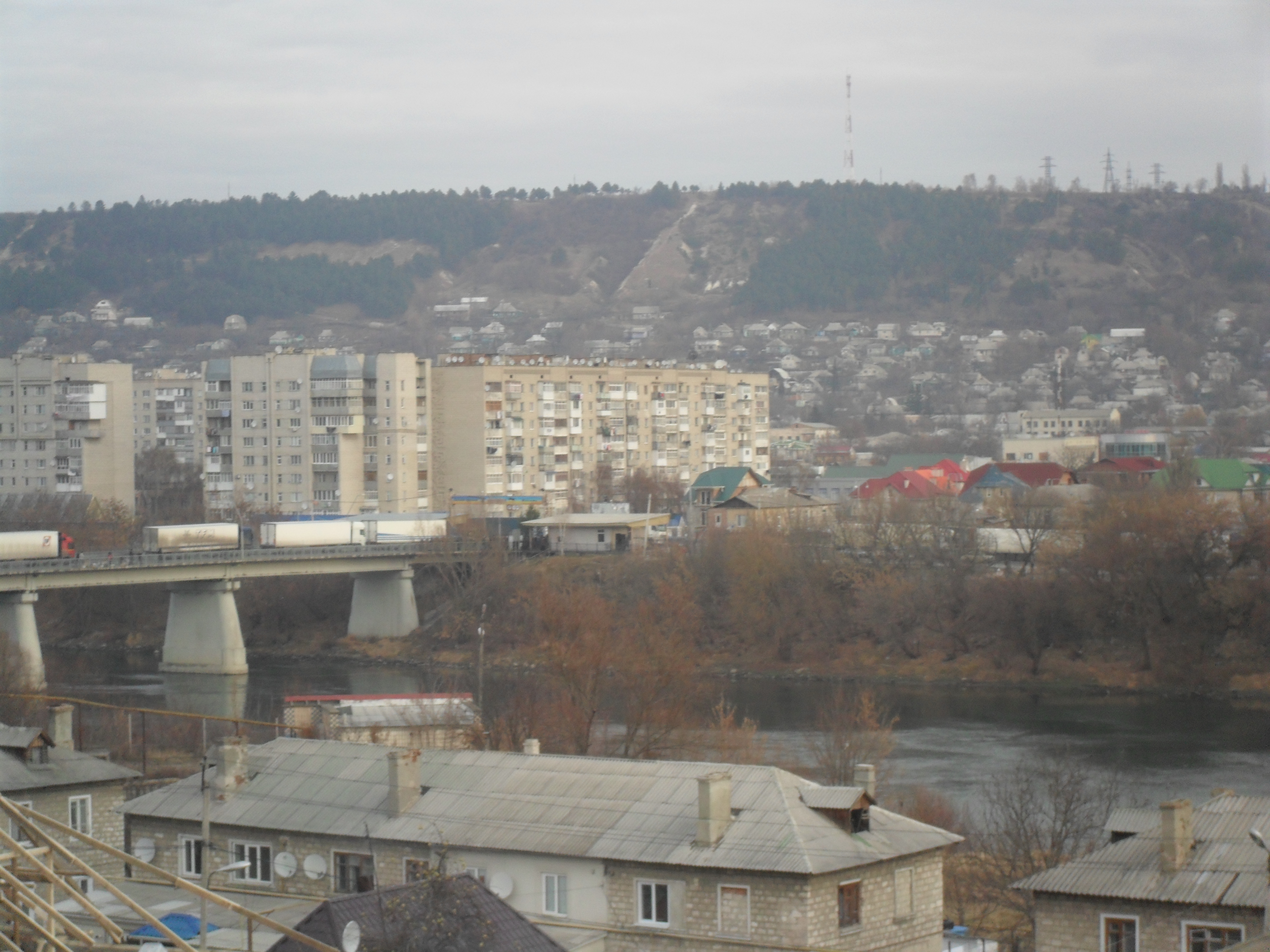
Вид на МАПП "Могилів-Подільський" з гори у м. Атаки (Молдова)
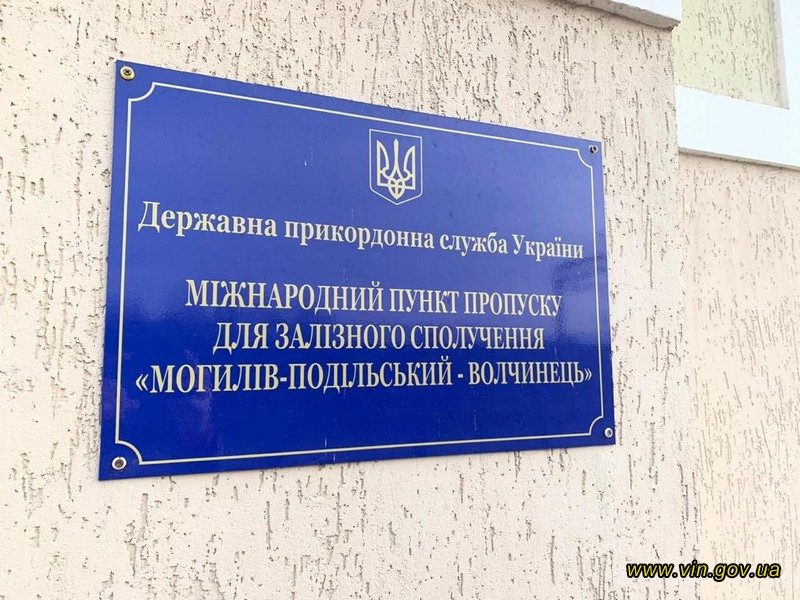
Залізничний пункт пропуску

.